# Underworld Unleashed
Underworld Unleashed è una miniserie a fumetti pubblicata dalla DC Comics nel 1995. Evento crossover a più titoli, la serie si dipana su una miniserie principale in 3 numeri (novembre 1995-tardo dicembre 1995), vari albi tie-in e quattro numeri auto-conclusivi furono pubblicati nello stesso periodo facendo parte dell'evento.
Il tema principale di Underworld Unleashed coinvolsero l'allora padrone dell'Inferno, un signore dei demoni di nome Neron, che offrì a numerosi super criminali e a diversi super eroi DC vari patti - in cui lui avrebbe soddisfatto i loro più profondi desideri in cambio delle loro anime o completando delle missioni per lui - e le conseguenze di quei patti.
Underworld Unleashed è uno dei pochi crossover maggiori a non coinvolgere direttamente Superman; all'epoca dell'evento si trovava fuori mondo e nello spazio profondo come pare di una storia crossover nei vari fumetti di Superman chiamato The Trial of Superman (novembre 1995-gennaio 1996). Questo fu importante nell'evento di Underworld Unleashed, in quanto i super eroi coinvolti erano portati a credere che Superman fosse la chiave dei piani di Neron.

## Trama
Cinque membri della galleria di Nemici di Flash - Capitan Boomerang I, Capitan Cold, Heat Wave, Mirror Master II e il Mago del Tempo - furono avvicinati da un'offerta da parte del collega Nemico Abra Kadabra, che era divenuto un agente del demone Neron in cambio di veri poteri magici che rimpiazzassero i suoi poteri basati sulla tecnologia. Abra Kadabra riuscì a persuaderli causando distruzione colpendo cinque bersagli separati (un deposito di armi per Capitan Boomerang I, un reattore nucleare per Capitan Cold, un vulcano dormiente per Heat Wave, un giacimento petrolifero per Mirror Master II, e un cumulo di rifiuti chimici per il Mago del Tempo) simultaneamente, con la promessa di "rispettare" e "garantire che loro sarebbero stati ricordati per sempre, non come "furono" ma come i criminali più infami della loro epoca". Ma i patti di Neron sono demoniaci, contorti e ingiusti e non disse loro che queste azioni sarebbero costate le loro vite e così liberarono Neron sulla Terra. Tutti e cinque furono uccisi dalle conseguenti esplosioni (che li consumarono in un fuoco verde), e tutti loro formarono i cinque punti di un pentacolo che creò un portale che rilasciò Neron.
Poco dopo questi avvenimenti, Neron uccise il Cappellano del Penitenziario di Belle Reve e poi, mascherato da Cappellano, accompagnò Padre Richard Craemer, un prete che amministrava i detenuti di Belle Reve (così come era un consulente per la Suicide Squad e un amico e consigliere per lo Spettro I), nel suo giro nella prigione. Successivamente fece un patto con Luke Krupke, uno dei detenuti (deciso a vendicarsi per il furto di un calendario prezioso che egli credeva fosse stato rubato da una guardia della prigione di nome Finney), in cambio di una pistola che egli si era portato dietro prima di entrare a Belle Reve. Lo stesso Neron aveva già rubato il calendario in questione al fine di manipolare la situazione e intanto fece altri patti con il personale di Belle Reve o li persuase/manipolò in altri modi perché fossero assenti quella sera. Krupke uccise Finney con la pistola, e nello stesso tempo, danneggiò le turbine elettriche che fornivano la corrente alla prigione. Il caos che ne risultò permise a 142 super criminali di evadere da Belle Reve. Quando fu tutto finito, Neron reclamò l'anima di Krupke.
Qualche settimana più tardi, un altro membro della galleria dei Nemici, Trickster I, lesse della dipartita dei suoi compagni Nemici e decise di non perdere più il suo tempo in crimini meschini, ma finalmente fare di sé un grande super criminale. Una settimana dopo la decisione di Trickster, un altro Nemico, Rainbow Raider III, gli mostrò una candela nera intagliata che lui ed altri super criminali recentemente scappati ricevettero, con le istruzioni di accenderla a mezzanotte di un determinato giorno per “aprire la porta alla fama, al potere e alla gloria”. Trickster rubò la candela, la rimpiazzò segretamente con un pollo di gomma e, accendendola, fu trasportato istantaneamente all'Inferno, unendosi ad altri 60 super criminali che avevano fatto lo stesso. Neron comparve ai super criminali e offrì loro tutti i loro più grandi desideri in cambio delle loro anime, e quindi gli presentò il suo “consiglio interno” – Lex Luthor, il Joker, Circe, Dottor Polaris e Abra Kadabra. Il Violinista II capì immediatamente che Neron era in realtà il Diavolo in persona e Trickster lo sentì per caso; quindi, dozzine di super criminali accettarono l'offerta di Neron mentre quelli che non lo fecero furono riportati sulla Terra (con l'eccezione di Mongul che Neron uccise di propria mano e ne prese l'anima. Questo perché Mongul rifiutò di fare il patto con lui e lo attaccò perché credeva che Neron lo avesse insultato chiamando tutti i criminali li riuniti – lui incluso – “falliti”). Non appena tutti i criminali convinti accettarono, le loro anime (che comparvero come vapori verdi) furono raccolte in un largo contenitore incolore chiamato il Barattolo delle Anime. Neron quindi inviò i nuovi super potenti criminali che accettarono la sua offerta (con l'eccezione di Trickster e il suo Consiglio) sulla Terra a completare la loro parte del patto, cercando vendetta sui super eroi e diffondendo la distruzione. Alla fine di ciò, Blue Devil, un amico di Trickster che capì che l'ubicazione dei cinque Nemici morti formava i cinque punti di un pentacolo, comparve. Gli furono offerti fama e fortuna in cambio di una semplice missione: la distruzione di una stazione elettrica abbandonata.
Mentre i super criminali potenziati da Neron procedettero a creare scompiglio con i loro nuovi poteri, Neron trasferì la sua attenzione sugli eroi della Terra. In aggiunta al tentativo di procurarsi l'anima di Batman, Flash ed un numero sconosciuto di altri super eroi, Neron si offrì di resuscitare Alexandra “Alex” DeWitt in cambio dell'anima di Kyle Rayner. Kyle rifiutò e dopo che Neron lo sconfisse in battaglia, gli risparmiò la vita, dando a Kyle il messaggio che ciò che lui brama di più era “un’anima di gran lunga più nobile”, cosa che Kyle sapeva e che quando l'avrebbe avuta, la Terra sarebbe stata sua. Kyle assunse che si riferisse a Superman (all'epoca fuori mondo a causa di un processo, anche se nessuno era a corrente di ciò) e portò il messaggio al quartier generale della JLA, il stellite nell’atmosfera.
Nel frattempo, Neron causò spaccature sulla Terra ora ribollente di violenza e guerra come risultato di un'influenza demoniaca sulle persone, e del caos causato dai super criminali che erano ora in debito. Diffuse il caos anche su Nuova Apokolips solo per il gusto di farlo, dando a coloro che lo desideravano il trono del mancante e presunto morto Darkseid informazioni gli uni degli altri, causando così una guerra di Apokolips contro sé stesso. All'Inferno, Luthor e Joker costrinsero Trickster a rivelare che il potere di Neron era contenuto all'interno del suo Barattolo delle Anime, e lo ruppero con l'aiuto delle risorse magiche e scientifiche di Circe, Polaris e Kadabra. Non appena il barattolo fu rotto, un vortice di vapore verde ne uscì, prese Circe, Polaris e Kadabra e li portò all'interno del Barattolo, dopo di che si richiuse, cosa che era stata pianificata in precedenza da Luthor e Joker. Tuttavia, Neron li aveva avvertiti di non ingannare Trickster dando loro false informazioni, rimuovendo così completamente il suo Consiglio Interno prima che divenisse una minaccia al suo potere. Ridusse Luthor e Joker a microscopiche dimensioni e li intrappolò in una palla di neve – anche se credettero entrambi di essere in una tormenta di neve a Metropolis finché non raggiunsero il muro di vetro del globo.
Mentre la Terra collassava nella violenza, nella guerra, nell'anarchia e nel caos, la Justice League of America convocò la maggior parte dei super eroi del mondo perché si opponessero a Neron. Come Kyle, tutti loro supposero che dato che era scomparso, era a Superman che Neron si riferì quando parlava di un'anima pura che voleva e che aveva già catturato. L'élite della JLA decise di scontrarsi con Neron e Blue Devil, che fu ingannato dal patto “Faustiano” causando indirettamente la morte della sua amica, la regista Marla Bloom, e che li portò all'Inferno. Ora da solo all'Inferno dopo la caduta del Consiglio Interno, Trickster, a cui non era ancora stato proposto un patto per la sua anima, capì che era stato ingannato, che non ci sarebbe stato nessun patto e che Neron aveva dei piani più grandi che non gli aveva rivelato. Così cominciò a preparare un piano contro di lui.
Sulla Terra, a casa del Dottor Fate (Kent Nelson), la Torre di Nabu, divenne un portale verso l'Inferno che la demonessa Blaze cercò di proteggere così che Neron inviasse le forze demoniache sulla Terra. La Sentinella e Fate (Jared Stevens) combatterono per chiudere il portale, e la Sentinella distrusse la Torre per poterlo fare. Mentre Fate si batteva per non essere risucchiato in un'altra dimensione, la Sentinella fu portato via da sua moglie Molly Catherine Mayne-Scott, alias Harlequin, che aprì una scatola contenente una delle candele nere di Neron e accettò di fare un patto con lui per diventare giovane di nuovo e avere il potere di creare gli incubi, perdendo però così la sua anima. La Sentinella contattò lo Straniero Fantasma, Zatanna e Jim Corrigan (alias lo Spettro, ma senza i pieni poteri, come se lo Spettro avesse fatto un patto con Neron al fine di separare la sua esistenza dall'ospite) perché lo aiutassero. Insieme a Deadman, entrarono all'Inferno per recuperare l'anima di Molly da Blaze. Lo Spettro cercò di aiutare, ma scoprì che il suo patto non gli permetteva di opporsi a Neron e, come risultato, divenne lo schiavo di Neron e destinato a divenirne il successore. Capendo che non gli era proibito affrontare altri demoni, però, si unì agli altri nella battaglia e la Sentinella poté liberare l'anima di Molly in cambio della sua. Blaze fu costretta a fuggire da Neron per aver fallito nel fermare la squadra di eroi e mentre questi fuggivano, Sentinella fu catturato da Neron e imprigionato nell'Inferno dentro un gioiello intorno al suo collo.
Usando ciò che restava della candela di Blue Devil, la JLA perforò la barriera dell'Inferno e si batté contro le forze demoniache di Neron, battendosi in tutti i reami dell'Inferno alla ricerca di Superman. Raggio, Firestorm, Capitan Atomo e Maxima rimasero uccisi in battaglia, mentre gli altri super eroi (eccetto Capitan Marvel) cominciarono a sentirsi corrotti dall'influenza dell'ambiente demoniaco. Intanto, il demone Satanus contrattò con Neron nella sala del trono dell'Inferno per la restituzione della sua anima dopo aver fallito nella missione di arrestare l'avanzata dei Leymen di Primal Force, offendo l'ubicazione di sua sorella in cambio; una volta che la sua anima gli fu restituita e sua sorella fu imprigionata da Neron, Blaze rivelò alla sorella che Neron poteva essere sconfitto da una parola che se detta, anche all'Inferno, avrebbe messo persino Neron in sospensione. Per il suo tradimento, Neron uccise Satanus, anche se non prima che il suo commento fosse udito da Trickster. In quel momento, Blue Devil, cercando vendetta per la morte di Marla, finalmente raggiunse Neron alla testa della JLA e da questo fu ucciso; dopo di ciò, i super eroi (di nuovo, ad eccezione di Capitan Marvel) divennero completamente malvagi entrando nella sala del trono dell'Inferno e rivelò che l'anima che stava cercando era proprio quella di Capitan Marvel, proprio come supposto giustamente da Trickster.
Neron tenne vivo Blaze perché i suoi poteri ammortizzavano quelli di Capitan Marvel. Lei invertì questo processo aumentando invece i poteri del Capitano salvandolo dalla morte; intanto Blue Devil, che non poteva morire mentre era all'Inferno, attaccò Neron nel suo nuovo corpo demoniaco. Prendendo vantaggio da questo attacco inaspettato, Trickster disse a Capitan Marvel a proposito di quella parola particolare che poteva sconfiggere Neron. Il Capitano diede per scontato che la parola fosse “Shazam”. Quando la usò, il fulmine magico stordì Neron e liberò la JLA dal loro incantesimo, permettendo agli eroi di attaccare di nuovo. Sentinella fu liberato dalla sua prigionia e si unì agli altri eroi nel combattimento. Trickster ne approfittò per persuadere Capitan Marvel che aveva un piano per sconfiggere Neron e gli disse velocemente cosa fare. Capitan Marvel offrì subito la sua anima a Neron in cambio di "rilasciare i miei amici…la liberazione della Terra". Quando Neron gli chiese “E…?”, lui rispose “Nessun “e”, nient’altro. Niente.". Neron accettò l'offerta e cercò di prendere l'anima di Capitan Marvel (che comparve come pura luce), ma dato che il patto era stato stretto puramente per un'azione altruista e sacrificando sé stesso, la prima volta che qualcuno chiedeva per qualcosa che non fosse per un resoconto personale, dato che non poteva accettare un patto senza esserci una posta in palio per colui che stava accettando e siccome l'anima di Capitan Marvel era così pura che anche demone come lui non poteva toccarla senza essere fisicamente bruciato, non poté prenderla – e capì anche all'istante che lui doveva ancora onorare la propria parte dell'accordo. Schernito da Trickster, scomparve in un'esplosione di fuoco verde, il Barattolo delle Anime andò in frantumi (rilasciando così le anime di tutti coloro che furono coinvolti, sia eroe che criminale – e facendo ritorno ai propri corpi d’appartenenza, ad eccezione dei cinque Nemici, Mongul e tre altri super criminali che strinsero patti con Neron in precedenza: Purgatorio, Uomo-Ghiaccio e Buggmeister) i quattro super eroi che furono uccisi precedentemente furono resuscitati e fecero tutti ritorno sulla Terra, inclusi Luthor e il Joker, che furono liberati dalla palla di neve in frantumi, ritornati alle loro dimensioni normali e rinviati a casa.
Allo stesso tempo, a tutti i super criminali che accettarono le offerte di Neron, in aggiunta alla restituzione delle loro anime, fu permesso di mantenere i loro nuovi poteri e non furono più in debito con lui, anche se uno di loro – Major Disaster – mentre gongolava silenziosamente a proposito di ciò, presto scoprì guardando il proprio riflesso su una finestra, di avere il numero 666 inciso sulla fronte (e che solo lui poteva vederlo), implicando così che valesse per tutti loro.

## Offerte di Neron

### Super eroi che accettarono l’offerta di Neron
- Blue Devil – Gli furono offerte fama e fortuna in cambio della distruzione di una stazione elettrica abbandonata, causando indirettamente la morte della sua amica, la regista Marla Bloom, che stava esplorando la zona per girare un film. La fama e la fortuna risultarono entrambe in quanto così era libero di seguire altre opportunità cinematografiche senza di lei[3][8].
- Harlequin (Molly Catherine Mayne-Scott) – Ebbe di nuovo la sua gioventù e le fu dato il potere di creare gli incubi, ma la sua anima le fu restituita e il patto fu sciolto da suo marito, la Sentinella, a costo della propria anima[11].
- Hawkman (Katar Hol) – Uno dei suoi spiriti “avatar-falco” dentro di lui vendette la propria anima al fine di ottenere l'ascendente sugli altri avatar abitanti nel corpo di Hawkman, ma fallì nel tentativo[8][19].
- Lobo – Lui e Neron si liberarono di una radio che fu impiantata nel cervello di Lobo per vent’anni desiderando che fosse impiantata nel cervello di Neron dopo che rifiutò di accettare la prima offerta di Lobo – la stessa anima di Neron – poiché in quanto demone non ne aveva una[8][15].
- Madame Xanadu – Le fu donato il potere di comandare e controllare tre demoni di nome Bathopet, Maw e Atopeh in cambio della sua anima quando sarebbe morta. Accettò l'offerta solo per poter ingannare Neron in quanto Xanadu è immortale e, di conseguenza, non poteva morire[20][21].
- Raggio (Raymond C. “Ray” Terrill) – Pensò che Neron fosse una bellissima donna, Kathy Noren, che lavorava nel suo ufficio. Neron fece un patto con Vandal Savage di non seguire l'anima di Raggio e in cambio Savage lo avrebbe portato da Atomic Skull. Raggio si avvicinò a Kathy/Neron[22] che evitò le condizioni del patto con Savage lasciando che Raggio accettasse l'offerta di portare dei fiori all'ospedale e darli ad Eleanor Hart, l'attrice morente che ritrasse “Zelda Wentworth” (il vero amore di Atomic Skull – almeno nella sua mente) in cambio della cessazione d’esistenza di Death Masque – e così il padre di Raggio, Lanford “Happy” Terrill (originariamente noto come Raggio I), non sarebbe morto. Raggio non rispettò a pieno i termini dell'accordo e così non beneficiò dell'accordo né perse la propria anima. Rimase ucciso quando gli eroi si diressero all'Inferno per battersi con Neron, ma fu resuscitato una volta che questo fu sconfitto[8][18][23][24].
- Sentinella (Alan Ladd Wellington Scott, originariamente noto come Lanterna Verde) – Offrì la propria anima a Neron al fine di liberare quella della moglie, Harlequin, che l'aveva venduta a Neron precedentemente. Questo causò l'imprigionamento della Sentinella all'Inferno e fu imprigionato in un gioiello indossato da Neron[11] Fu successivamente liberato dalla sua prigionia e si unì agli altri super eroi nella battaglia finale contro Neron.[18].
- Lo Spettro (James Brendan “Jim” Corrigan) – Lo Spettro (non il suo ospite, Jim Corrigan) accettò di non opporsi a Neron al fine di liberare Corrigan. Come risultato, lo Spettro divenne schiavo di Neron e suo potenziale successore all'Inferno. Tuttavia, l'accordo non incluse il combattimento contro altri demoni, così lo Spettro fu coinvolto nell'attacco magico degli eroi all'Inferno[8][11][20].
- Vril Dox (alias Brainiac 2) – Vendette l'anima di un suo futuro discendente[25] per sapere come avere il controllo sulla L.E.G.I.O.N. e, utilizzando quell'informazione, lobotomizzò suo figlio Lyrl Dox (alias Brainiac 3), rimuovendo così l'intelligenza di 12º livello di Lyrl e riducendo la sua mente a quella di normale bambino di un anno. Fece anche uccidere l'Uomo-Ghiaccio (in realtà chiese che “non fosse più un problema”, ma fu contento del risultato)[14].
- Guerriero (Guy Darrin Gardner, originariamente noto come Lanterna Verde) – Gli fu offerta la resurrezione dei suoi cari e il ritorno sia di Coast City che dei suoi abitanti in cambio dell'uccisione di John Stewart. All'inizio accettò l'offerta perché Neron gli mentì, dicendogli che Stewart doveva già essere morto, ma che una spaccatura nel tempo lo aveva prevenuto e che tutto questo causò la tragica storia del Guerriero. Il Guerriero quindi cambiò idea e rinnegò il patto, salvando così la propria anima[8][26].

### Super eroi che rinnegarono l’offerta di Neron
La seguente è una lista quasi completa dei noti super eroi che non hanno accettato l’offerta di Neron. Una porzione di questi potrebbero essere stati visti brevemente avere a che fare con lui in Underworld Unleashed n. 2.
- Batman (Bruce Wayne) – Gli fu offerta la resurrezione di Robin (Jason Todd)[8][27].
- Capitan Atomo (Nathaniel Christopher Adam) – Offerta ignota. Ucciso successivamente sulla strada per l'Inferno durante la battaglia dei super eroi contro Neron, ma fu resuscitato una volta che Neron fu sconfitto[8][18].
- Damage – Offerta ignota[8].
- Flash III (Wallace Rudolph “Wally” West) – Gli fu offerta la resurrezione di Flash II (Barry Allen)[8][28].
- Lanterna Verde IV (Kyle Rayner) – Gli fu offerta la resurrezione di Alexandra DeWitt[8].
- Knockout – Le fu offerto “potere, prestigio, tutto ciò che puoi sognare”[29].
- Max Mercury – Offerta ignota[8].
- Mystek – Offerta ignota[24].
- Oracolo (Barbara Gordon, originariamente nota come la prima Batgirl) – Le fu offerto l'uso delle gambe, più invulnerabilità e super poteri per rivaleggiare persino con Superman se fosse diventata la bibliotecaria di Neron, mentre la sua anima le sarebbe stata lasciata. Lei rifiutò, sapendo che avrebbe perso la sua anima comunque, non importava ciò che Neron le prometteva[30][31].
- Silver Swan (Valerie Beaudry) – Offerta ignota[3][32].
- Superboy (Kon-El, alias Conner Kent) – Gli fu offerta la possibilità di diventare Superman[8][33].
- Triumph – Gli fu offerta la restituzione di 10 anni e così la possibilità di diventare un super eroe maggiore della JLA se avesse semplicemente aperto la scatola contenente le candele di Neron[8][24][34].

### Super criminali che accettarono l’offerta di Neron
La seguente è una lista incompleta dei super criminali noti che accettarono l’offerta di Neron. Altre che accettarono furono brevemente visti ad aver a che fare con lui in Underworld Unleashed n. 1, ma non furono seguiti da altre parti nella miniserie.
- Abra Kadabra – Luogotenente di Neron; gli furono dati veri poteri magici che rimpiazzarono i suoi poteri magici basati sulla tecnologia futura. Divenne parte del Consiglio Interno di Neron, ma fu tradito dai due suoi compagni del Consiglio, Lex Luthor e il Joker. Non si sa se vendette la sua anima prima di Underworld Unleashed n. 1[3].
- Atomic Skull (Joseph Martin) – La sua sanità mentale fu ricostituita e gli furono dati dei poteri accresciuti che utilizzò per tentare di ottenere l'amore di Zelda Wentworth (che, nella sua mente, era la donna che amava)[3][23][35]
- Azrael (nome sconosciuto) – Uno dei potenziali successori al mantello di Azraelche sembrò incontrare la sua morte per mano di Jean-Paul Valley[36] in realtà fu salvato durante la sua caduta da Abra Kadabra (che agiva per conto di Neron all'epoca) e gli offrì la sua vita. Accettando l'offerta sopravvisse alla caduta, quindi gli fu data l'armatura Azrael/Batman (che utilizzò per combattimenti illegali sotterranei) e gli fu data anche la possibilità di uccidere Batman al fine di distrarlo ed evitare che scoprisse i piani di Neron[37].
- Blackguard – Gli furono donati intelligenza, forza ed equipaggiamenti super umani[3][38] *Black Manta (David Hyde) – Fu trasformato in un ibrido uomo-manta con poteri super umani. Cronologicamente fu la prima storia di Underworld Unleashed, prima che l'evento avesse inizio[39]Aquaman riportò poi Black Manta nella sua forma umana[40].
- Blaze (sotto l'alias di Angela Blaze) – Fu inizialmente un luogotenente di Neron e fu assegnata a mantenere i super eroi magici occupati. Fu venduta a Neron da suo fratello Satanus quando fallì nel suo compito in cambio del ritorno a Satanus della sua anima[11][18][41].
- Blockbuster (Roland Desmond) – Chiese di essere intelligente (infatti, gli fu data la mente di un genio), ma subito dopo si rese conto che doveva chiedere anche di ritornare umano[3][42].
- Bolt – Gli fu data la possibilità di terminare il suo assassinio da sogno…l'assassinio di un espero di computer ben protetto[3][43].
- Brimstone (vero nome sconosciuto; ritornò diverse volte senza alcuna spiegazione di come fu ricreato) – Il tecno-seme Apokolipsiano e la personalità di Brimstone possedettero entrambi uno scienziato dei Laboratori S.T.A.R. che fece un patto con Neron per avere più potere e che fu ucciso. Ci fu un riferimento in Underworld Unleashed: Patterns of Fear n. 1[24][30].
- Buggmeister – Un criminale alieno in fuga da Lobo di nome Doc Bugg che vendette la sua anima in cambio di poteri e corpo da insetto. Fu mangiato vivo da uno scarabeo gigante[15].
- Capitan Boomerang (George “Digger” Harkness) – Gli furono date nuove mani cibernetiche (dopo che entrambe furono colpite da un colpo di pistola sparato da Deadshot durante una missione con la Suicide Squad[44]) e gli fu promesso che sarebbe stato uno dei più grandi super criminali mai esistiti. Fu ucciso completando la sua missione[3].
- Capitan Cold – Gli fu promesso che sarebbe stato uno dei più grandi super criminali mai esistiti. Fu ucciso completando la sua missione[3].
- Cheetah (Barbara Ann Minerva, sotto gli alias di Priscilla Rich, Deborah Domaine e Sabrina Ballesteros) – Inizialmente sembrò che Cheetah fosse stata trasformata in una creatura più ferina di quanto non fosse in precedenza, con la mente di un animale selvaggio con cui fare i conti e che diveniva più selvaggia quanto più si arrabbiava[3][38]. Più avanti, fu spiegato che aveva venduto la sua anima per resuscitare una sua amica, risultando nella sua versione più animalesca sopramenzionata. Wonder Woman e l'amica resuscitata di Cheetah riuscirono a riportarla alla normalità[45].
- Chiller – Gli fu data la possibilità di terminare il suo assassinio da sogno…l'assassinio di una rockstar molto ben protetta[3][43].
- Chronos (David Langhorn Clinton) – In cambio dell'assassinio di Atomo (Ray Palmer), gli furono donati il viaggio nel tempo, la sua manipolazione e i poteri di graduazione temporale, ma questi accelerarono il suo invecchiamento. Quindi ideò un guanto speciale che faceva invecchiare gli altri se li teneva con questo, così parzialmente negando l'accordo[3][46][47].
- Circe (sotto l'alias di Cassandra Colchis e Donna Milton) – Le furono dati poteri magici maggiori al fine di vendicarsi delle molte sconfitte per mano di Wonder Woman e così ucciderla. Divenne parte del Consiglio Interno di Neron prima di Underworld Unleashed n. 1, ma fu tradita dai suoi colleghi, Lex Luthor e il Joker[3].
- Copperhead (John Doe, vero nome sconosciuto) – Fu trasformato in un ibrido uomo-serpente con riflessi e agilità incrementati, zanne velenose, artigli, lingua biforcuta e una coda prensile, ma ora era suscettibile alle basse temperature. Vendette la sua anima per non essere più considerato una barzelletta[3][48].
- Deadline – Gli fu data la possibilità di terminare il suo assassinio da sogno…l'assassinio di un procuratore distrettuale texano[3][43].
- Deadshot – Gli fu data la possibilità di terminare il suo assassinio da sogno…l'assassinio di un'intera classe scolastica[3][43].
- Dottor Phosphorus – Gli furono dati grandi poteri incendiari e controllo personale della temperatura, cosa che gli permise di indossare abiti senza che gli bruciassero addosso[3][49].
- Dottor Polaris (Neal Emerson, usò gli alias di Baxter Timmons e Repulse) – Gli furono dati poteri maggiori e la possibilità di liberarsi della sua personalità benevolente di Neal Emerson. Divenne parte del Consiglio Interno di Neron precedentemente ad Underworld Unleashed n. 1, ma fu tradito dai suoi colleghi, Lex Luthor e il Joker[3].
- Earthworm – Gli furono dati poteri super umani maggiori, inclusa una fisiologia umano-verme, poteri di allungamento, poteri di perforazione vibratoria e controllo psionico dei vermi abitanti delle fogne[3][38].
- Enforcer (“Joe Gardner”, un clone draaliano di Guy Gardner) – Gli furono dati armi migliori (tra cui un guanto del potere simile a quello di Sinestro), forza e resistenza super umane incrementate e poteri di volo[3][50].
- Evil Star (nome sconosciuto) – Gli fu dato il potere di creare dozzine di uova stellate, anche se non indistruttibili come le prime cinque[50].
- Gorilla Grodd – Gli fu restituita la sua intelligenza, la parola e i suoi poteri psionici (dopo aver perso tutti e tre in una battaglia in cui sia lui che Hector Hammond si allearono per combattere contro Lanterna Verde/Hal Jordan e Flash/Wally West)[51]. Disse dove si trovava il Talismano di Arok al fine di legittimare il suo regno su Gorilla City, ma Catwoman se lo tenne per sé[3][52].
- Heat Wave – Gli fu detto che sarebbe stato uno dei più grandi criminali mai esistiti. Morì durante il compimento della sua missione[3].
- Hellgrammite – Gli furono dati poteri fisici incrementati e il suo drone non poteva più ritornare alla sua forma umana tramite l'esposizione ai raggi-x[3][53].
- Uomo-Ghiaccio – Gli fu dato un set completamente nuovo di poteri non basati sul ghiaccio e super forza. Fu ucciso da Neron come parte di un accordo successivo con Vril Dox[14].
- Joker – Vendette la sua anima per una scatola di sigari cubani e sembrò aver fatto questo accordo solo per il puro divertimento di farlo. Divenne parte del Consiglio Interno di Neron precedentemente ad Underworld Unleashed n. 1 ma, insieme a Lex Luthor, fece il doppio gioco e tradì gli altri tre membri del Consiglio[3][8].
- Killer Frost (Louise Lincoln) – Le furono dati poteri criogenici più potenti[3][29].
- Killer Moth (Drury Walker, sotto l'alias di Cameron Van Cleer) – Fu trasformato in un ibrido uomo-falena carnivoro e cambiò il suo nome in Charaxes (il nome fu basato sul lepidottero veramente esistente). Vendette la sua anima in cambio di incutere timore invece di passare per una barzelletta[3][54].
- Kryppen (nome sconosciuto) – Un detenuto del Manicomio di Arkham che fece un patto con Neron perché gli portasse l'anima di Batman avvelenando chiunque nel Manicomio e quindi costringendo Batman ad uccidere qualcuno al fine di avere da Neron l'antidoto. Il piano fu sventato quando Batman avvelenò Kryppen invece, al fine di fargli svelare dove si trovasse l'antidoto. Fu una delle due persone su questa lista che non è un super criminale; invece, è un criminale comune[55].
- Lex Luthor (nome pieno: Alexander Joseoh “Lex” Luthor) – Fu riportato alla sua piena salute fisica e alla sua vitalità dopo che il suo corpo clonato cadde vittima di una “piaga dei cloni” che alla fine lo paralizzò e lo fece prigioniero del suo stesso corpo, incapace persino di sbattere le palpebre, in cambio della sua anima e della sua “consulenza” a Neron. Divenne parte del Consiglio Interno di Neron precedentemente ad Underworld Unleashed n. 1 ma, insieme al Joker, fece il doppio gioco e tradì gli altri tre membri del Consiglio[3][8][17].
- Major Disaster – Gli fu data la magica abilità di percepire le possibilità e di localizzare i punti deboli negli oggetti e nelle persone, ma ora era in grado di vedere solo il peggio nella vita[56], in cambio dell'assassinio di Aquaman. Per errore uccise Thanatos (gemello cattivo di Aquaman da un'altra dimensione), credendo che fosse Aquaman. Vendette la sua anima in cambio di non essere più preso in giro[3][57][58].
- Malcom Merlyn (Arthur King) – Gli fu data la possibilità di terminare il suo assassinio da sogno…l'assassinio di Batman[3][43].
- Metallo (John Wayne Corben) – Gli fu data l'abilità di mutare in ogni forma meccanica che potesse immaginare, e proiettare la sua coscienza in ogni dispositivo metallico e tecnologico e assorbir ogni meccanismo con cui entrava in contatto con il fine di accrescere il suo corpo[3][59][60].
- Mirror Master (Evan McCulloch) – Gli fu promesso che sarebbe stato uno dei più grandi super criminali mai esistiti. Morì portando a termine la sua missione[3].
- Mist (Kyle Nimbus) – Fu curato dalla demenza senile e la sua sanità mentale fu ricostituita in cambio della distruzione di Opal City e del nuocere all'Ombra[61]. Fu uno dei due super criminali il cui patto con Neron fu stretto dopo la fine dell'evento (l'altro fu Rag Doll).
- Mister Freeze – Gli furono dati poteri naturali criocinetici (come l'abilità di generare e lanciare lastre di ghiaccio dalle mani, non necessitando più della sua pistola congelante) e fu reso in grado di sopravvivere a temperature più alte senza bisogno della sua tuta criogenica, anche se successivamente fece ritorno alla sua biologia sottozero originale (non si sa come accadde) e costruì una nuova tuta criogenica e una nuova pistola congelante. Cambiò brevemente il suo nome in Freeze prima di ritornare a Mr. Freeze.[3][13][62].
- Dottor Bedlam – Il Dottor Bedlam accettò un'offerta sconosciuta disegnata per creare la massima morte e il caos su Nuova Apokolips, e a Nonnina Bontà e Virman Vundabar furono date informazioni uno sul conto dell'altro (così da perpetuare la guerra civile tra i due); anche se Targa, uno dei Cani Affamati che cercò vendetta per l'assassinio di suo padre, rifiutò di stringere un patto, anche quando Neron gli disse che era destinato a governare Nuova Apokolips (era possibile, però, che stesse mentendo come al solito), come risultato, fu sorpreso in realtà di trovare un essere buono su un mondo che era così impregnato di male che ne stava affogando. In cambio di tutto ciò, Neron causò la guerra e il caos si Nuova Apokolips solo per il piacere di farlo, cosa che terminò con l'improvvisa comparsa di Darkseid, che ordinò che la battaglia cessasse. “Darkseid”, però, era in realtà Desaad mascherato, dopo che strinse un patto segreto con Neron perché fosse in grado di assumere la forma di Darkseid a volontà al fine di governare temporaneamente Nuova Apokolips e così tenere le cose sotto controllo – un fatto che Neron era fin troppo felice con cui prenderlo in giro prima di tornare sulla Terra[6].
- Ocean Master – Gli fu dato un tridente che gli garantì grandi poteri mistici, ma che gli causava anche un dolore bruciante e cicatrici sul volto ogni volta che non lo aveva in mano[3][63].
- Psico-Pirata (Roger Hayden) – La sua sanità mentale fu ristabilita e gli furono dati poteri incrementati tramite la fusione con la sua Maschera di Medusa (che fu ridotta ad una benda sull'occhio destro, e il metallo della maschera ricoprì metà del suo cervello), diventando uno psico vampiro, restando mentalmente sano nutrendosi della vita restante e della sanità mentale di altre persone dopo che la maschera si nutrì delle loro emozioni[3][64].
- Purgatorio – Un uomo di nome Paul Christian che perse le gambe e gli furono date gambe temporanee da Lanterna Verde. Gli furono date gambe permanenti e un potere di fiamma simile a quello di Lanterna Verde, in cambio dell'assassinio del super eroe. Fu portato all'Inferno da Neron quando fallì nell'assassinare Lanterna Verde in due occasioni[13].
- Rag Doll (Peter Merkel Sr.) – Furono ricostituiti la sua giovinezza e la sua salute, e gli fu data un'incrementata flessibilità in cambio della distruzione di Opal City e del ferimento dell'Ombra[61]. Fu uno dei due super criminali il cui accordo con Neron fu stretto dopo il termine dell'evento (l'altro fu Mist).
- Rainbow Raider (Roy G. Bivolo) – Stava per accettare l'offerta, ma la sua chance fu rubata da Trickster, che rubò la sua candela e la sostituì con un pollo di gomma. Più avanti, Neron disse a Trickster all'Inferno che considerava Rainbow Raider così patetico come super criminale che non aveva neanche un patto da offrirgli; anzi, lo chiamò “paramecio” parlando di lui con Trickster[3][65].
- Satanus (usò l'alias di Colin Thornton) – Divenne uno dei luogotenenti di Neron e fu assegnato all'assassinio pubblico di Primal Force dei Leymen. Quando fallì, scambiò l'informazione su dove si trovasse sua sorella in cambio della restituzione della sua anima, ma fu ucciso da Neron dopo che lo tradì una volta riavuta la sua anima[12][18].
- Ladro di Ombre (Carl Sands) – Gli fu data una tuta ombra più potente che possedeva l'abilità di portare le ombre in vita e di cambiare le altre persone e gli oggetti in ombre malvagie che erano sotto il suo controllo[3][66].
- Shrapnel – Gli fu dato più potere[3][24].
- Sledge – Gli fu data forza super umana[3][24].
- Louis Snipe – L'informatore di criminali morto che, quand’era vivo, aiutò ad uccidere Jim Corrigan prima che diventasse lo Spettro[67]. Il suo spirito fu brevemente liberato dall'Inferno in cambio di divenire l'ospite dello Spettro invece di Jim Corrigan. Il patto fu completato, però, e lo spirito di Snipe fu intrappolato in una bambola di creta grazie all'intervento di Corrigan. Fu una delle due persone in questa lista a non essere un super criminale; invece, fu lo spirito di un criminale comune[20].
- Lady Spellbinder – Le furono dati poteri di illusione visiva che funzionavano solo se i suoi occhi erano velati. Il patto fu stretto dopo che uccise il suo ragazzo, Spellbinder/Delbert Billings, che rifiutò l'offerta. Neron quindi le disse dopo la morte di Spellbinder che, quando strinse il patto, non lo stava offrendo proprio a Spellbinder/Delbert Billings (e infatti non aveva neanche un patto da stringere con lui, dato che ovviamente considerava Spellbinder sotto di lui)[68][69].
- Star Sapphire (Caroline “Carol” Ferris) – A Carol Ferris fu offerta una vita normale senza lo spirito di Star Sapphire o sua figlia (che era in realtà la figlia di Star Sapphire e del Predatore, che furono poi entrambi parti della sua personalità, una maschile e una femminile). Fu separata sia dal Predatore che da Star Sapphire, dopo di che furono entrambi uccisi da Neron, che portò via la bambina tra le sue braccia[3][70][71].
- Trickster (James Montgomery Jesse) – In realtà non gli fu fatta un'offerta, Neron lo usò per sorvegliare il suo Consiglio Interno, dicendogli che ci sarebbe stato il tempo per un accordo più avanti. Tuttavia, quando capì che non ci sarebbe stato nessun accordo e che Neron, un maestro di questo gioco, lo utilizzò come un pedone, divenne fondamentale nella sconfitta del demone. Dopo di che, realizzò di aver tirato la corda più grande della sua carriera – e che nessuno se ne era accorto – e decise di riformarsi, poiché non intendeva assolutamente finire all'Inferno, in quanto Neron si sarebbe vendicato[3][8][18].
- Tezcatlipoca (Chama Sierra) – Fu trasformato in un ibrido uomo-giaguaro[72].
- Mago del Tempo – Gli fu promesso di diventare uno dei più grandi super criminali mai esistiti. Morì portando a termine la sua missione[3].

### Super criminali che rifiutarono l’offerta di Neron
La seguente è una lista incompleta di super criminali noti che rifiutarono l’offerta di Neron. Altri furono visti brevemente accordarsi con Neron in Underworld Unleashed n. 1 ma i loro patti potrebbero essere stati rifiutati, ma non sono stati direttamente identificati nell’averlo fatto. Questi ultimi sono stati segnati con un asterisco (*).
- Airstryke – Offerta sconosciuta[3].
- Bisonte Nero (John Ravenhair) – Offerta sconosciuta[3].
- Mano Nera* – Offerta sconosciuta[3].
- Black Spider (Johnny LaMonica) – Offerta sconosciuta[3].
- Carpax l’Uomo Indistruttibile (Conrad Carpax) – Offerta sconosciuta[3].
- Catman (Thomas Reese Blake) – Offerta sconosciuta[3].
- Cluemaster* – Offerta sconosciuta[3].
- Crazy Quilt (Paul Dekker) – Offerta sconosciuta[3].
- Dottor Alchemy (Albert Desmond; originariamente noto come Mister Element) – Offerta sconosciuta[3].
- Dottor Spettro* – Offerta sconosciuta[3].
- Dummy* – Offerta sconosciuta[3].
- Violinista (Isaac Brown) – Fu l'unica persona che riconobbe Neron come il Diavolo in persona fin dall'inizio[3].
- Fantasma Gentiluomo* – Offerta sconosciuta[3].
- Fantasma* – Offerta sconosciuta[3].
- Golden Glider* – Offerta sconosciuta[3].
- Gunhawk* – Offerta sconosciuta[3].
- Harlequin (nome sconosciuto) – Offerta sconosciuta[3].
- Hi-Tech* – Offerta sconosciuta, anche se Neron le mostrò una visione di una manciata di diamanti nella sua mano[3].
- Hyena (Summer Day) – Offerta sconosciuta[3].
- Jewelee* - Offerta sconosciuta[3].
- Magpie (Margaret Pye)* - Offerta sconosciuta, anche se fu vista in una visione di Neron seduta su una pila d’oro (che fu mostrato a tutti i criminali riuniti all'Inferno su un alto muro). Nella stessa visione erano mostrati Atomic Skull con in braccio Lois Joanne Lane (che, nella sua mente, era la donna che amava, Zelda Wentworth) e Metallo con in mano il mantello di Superman[3].
- Mammoth* - Offerta sconosciuta[3].
- Man-Bat* - Offerta sconosciuta; qui comparve nella sua forma umana, il professor Robert Kirkland “Kirk” Langstrom[3].
- Mongul – Neron lo uccise a mani nude e prese la sua anima dopo che Mongul rifiutò di fare un patto con lui e lo attaccò; tutto perché pensava che Neron lo avesse insultato quando disse che tutti i criminali convocati all'Inferno – Mongul incluso – erano tutti dei falliti prima che Neron arrivasse nelle loro vite[3].
- Parassita (Rudolph “Rudy” Jones) – Offerta sconosciuta[3].
- Pifferaio (Hartley Rathaway, usò gli alias Thomas Peterson e Henry Darrow) – Un super criminale riformato all'epoca; ricevette la candela e la tenne da parte, ma alla fine scelse di non accenderla[56].
- Poison Ivy – Offerta sconosciuta[3].
- Prankster – Offerta sconosciuta[3].
- Punch (Clyde Phillips)* - Offerta sconosciuta[3].
- Ratcatcher* - Offerta sconosciuta[3].
- Enigmista – Offerta sconosciuta[3].
- Spaventapasseri – Affermò di aver accettato l'offerta di Neron mentre si batteva con Hawkman, ma rivelò in privato che stava bluffando che alla fine non fece nessun patto[3][19].
- L’Ombra (Richard Swift) – Affermò di essersi riformato e che non era più un super criminale, tanto da dire a Neron “Vai a vendere la tua merce altrove”, in quanto era già immortale, aveva una grande ricchezza e non aveva bisogno di incrementare e non vedeva come questo potere poteva essere effettivamente incrementato[73]. Neron, arrabbiato dal suo rifiuto, giurò che si sarebbe vendicato e alla fine riuscì più avanti: incrementò i poteri di Mist e Rag Doll, in cambio loro si sarebbero alleati con Dottor Phosphorus, con cui Neron in precedenza aveva fatto un patto[49], distruggere Opal City e fare del male all'Ombra[61].
- Shark (nome sconosciuto, usò gli alias di T.S. Smith e Karshon)* - Offerta sconosciuta[3].
- Solomon Grundy* - Offerta sconosciuta[3].
- Sonar (Bito Wladon Junior)* - Offerta sconosciuta[3].
- Spellbinder (Delbert Billings) – Quando rifiutò l'offerta di Neron, fu ucciso dalla sua ragazza, Fay Moffit, che accettò l'offerta al posto suo come Spellbinder[3].
- Terra-Man (Tobias “Toby” Manning)* - Offerta sconosciuta[68].
- Vandal Savage – Offrì la sua anima di sua spontanea volontà, senza che Neron gli avesse ancora chiesto se volesse fare un accordo, infatti fu l'unico super criminale nell'evento a farlo, ma questa volta fu Neron stesso a rifiutare l'offerta di Savage, dicendogli «la tua anima-o ciò che ne resta-è nera e senza gusto». Dato che l'anima di Savage era veramente così, e assolutamente non innocente – Neron non la volle[3][23][74]
- Ventriloquo (Arnold Wesker) e Scarface* - Offerta sconosciuta[3].
- White Dragon (Daniel William Ducannon)* - Offerta sconosciuta[3].

## Lista di fumetti collegati aUnderworld Unleashed
I titoli seguenti contengono storie collegate ad Underworld Unleashed. Sono messi in una lista rozzamente cronologica, come se la storia non fluisse in una maniera strettamente lineare in quanto la maggior parte di questi fumetti si adattano poveramente nella storia delineata nei tre numeri della miniserie:

### Prologo
- Superboy vol. 3 n. 20 (ottobre 1995): “The Hunt”[75];
- Azrael n. 10 (novembre 1995): “Arena”[76];
- Steel vol. 2 n. 21 (novembre 1995): “Stalker”;

### Storia principale
- Underworld Unleashed n. 1 (novembre 1995):  "Underworld Unleashed" ;
- Manhunter (vol. 2) n. 11 (ottobre 1995):  "Until the End of the World" ;[77].
- Manhunter (vol. 2) n. 12 (novembre 1995):  "The World is a Wonderful Place" ;
- Fate n. 13 (novembre 1995):  "The World, the Flesh, & the Devil" ;
- The Ray (vol. 2) n. 18 (novembre 1995):  "Monsters" ;
- The Ray (vol. 2) n. 19 (dicembre 1995):  "Monster3" ;
- Justice League Task Force n. 30 (dicembre 1995):  "Thunderworld" ;
- Starman (vol. 2) n. 13 (novembre 1995):  "Sins of the Child Part II: Ted's Day" ;
- Detective Comics n. 691 (novembre 1995):  "Will It Go 'Round in Circles" ;
- Detective Comics n. 692 (dicembre 1995):  "Lying Eyes" ;
- Aquaman (vol. 5) n. 14 (novembre 1995):  "Lamentations" ;
- Damage n. 18 (novembre 1995):  "Going Down" ;
- The Flash (vol. 2) n. 107 (novembre 1995):  "Fade to Black!" ;
- Green Arrow (vol. 2) n. 102 (novembre 1995):  "Underworld Unleashed: Jaguar Moon" ;
- Green Arrow (vol. 2) n. 103 (dicembre 1995):  "Underworld Unleashed: Gods and Tourists" ;
- Green Lantern (vol. 3) n. 68 (novembre 1995):  "Hellfire and Ice" ;
- Green Lantern (vol. 3) n. 69 (dicembre 1995):  "Bargains" ;
- Guy Gardner, Warrior n. 36 (novembre 1995):  "The Darker Side of Evil" ;
- Guy Gardner, Warrior n. 37 (dicembre 1995):  "Let's Make A Deal" ;
- Extreme Justice n. 10 (novembre 1995):  "Sapphire Blues" ;
- Extreme Justice n. 11 (dicembre 1995):  "Creation for Two" ;
- Impulse n. 8 (novembre 1995):  "Smart Men, Foolish Choices" ;
- Justice League America n. 105 (novembre 1995):  "The Killer Elite" ;
- Justice League America n. 106 (dicembre 1995):  "Up from the Underworld" ;
- Deathstroke n. 53 (novembre 1995):  "The Borgia Plague Part One" ;[78]
- Deathstroke n. 54 (dicembre 1995):  "The Borgia Plague Part Two" ;
- Underworld Unleashed: Apokolips--Dark Uprising n. 1 (novembre 1995):  "Apokolips: Dark Uprising" ;
- Underworld Unleashed: Batman Devil's Asylum n. 1 (novembre 1995):  "Arkham: Devil's Asylum" ;
- The Spectre (vol. 3) n. 35 (novembre 1995):  "Evil Intent" ;
- The Spectre (vol. 3) n. 36 (dicembre 1995):  "Forces of Hell" ;
- Fate n. 14 (dicembre 1995):  "No Direction Home" ;[79]
- Underworld Unleashed: Abyss--Hell's Sentinel n. 1 (dicembre 1995, no title);
- Underworld Unleashed: Patterns of Fear n. 1 (dicembre 1995):  "Patterns of Fear" ;
- Underworld Unleashed n. 2 (inizi di dicembre 1995):  "The Devil to Pay" ;
- Showcase '95 #12 (dicembre 1995):  "The Shade-Incident in an Old Haunt" ;[80]
- Superboy (vol. 3) n. 22 (dicembre 1995):  "Fire and Ice" ;
- Hawkman (vol. 3) n. 26 (novembre 1995):  "Fear Visits" ;
- Hawkman (vol. 3) n. 27 (dicembre r 1995):  "Hawkmad!" ;
- Lobo (vol. 2) n. 22 (dicembre 1995):  "Soul2Soul" ;
- Robin (vol. 2) n. 23 (dicembre 1995):  "Buggin' " ;
- Robin (vol. 2) n. 24 (gennaio 1996):  "Insects and Violence" ;
- Legion of Super-Heroes (vol. 4) n. 75 (dicembre 1995):  "2-Timer" ;
- Legionnaires n. 32 (dicembre 1995):  "Here and Now" ;
- R.E.B.E.L.S. '95 n. 13 (novembre 1995):  "Earthbound" ;
- R.E.B.E.L.S. '95 n. 14 (dicembre 1995):  "Howl" ;[81]
- Batman n. 525 (dicembre 1995): Frozen Assets;[82]
- Catwoman (vol. 2) n. 27 (dicembre 1995):  "Groddspell" ;
- Primal Force n. 13 (November 1995):  "Severance" ;
- Primal Force n. 14 (dicembre 1995):  "The Course of All Things" ;[83]
- Superman (vol. 2) n. 107 (dicembre 1995):  "Bottled Up!" ;[84][85]
- The Adventures of Superman n. 530 (dicembre 1995):  "Different Demons" ;
- Superman: The Man of Tomorrow n. 3 (inverno 1995):  "Fighting Back" ;
- Underworld Unleashed n. 3 (late dicembre 1995):  "Seduction of the Innocent" .

## Storie aggiuntive

### Prima cheUnderworld Unleashediniziasse
- Azrael n. 4 (maggio 1995) è una storia che ha luogo molti mesi prima dell'inizio del crossover e che quindi continua-e termina-presto sullo stesso evento.

### Dopo cheUnderworld Unleashedterminò
- Aquaman (vol. 5) dal n. 18 al n. 20 (marzo–maggio 1996) rivelò i dettagli del patto di Ocean Master con Neron qualche mese dopo l'anno successivo dopo la fine del crossover, ma non fu considerato un collegamento.
- Justice League Task Force n. 37 (agosto 1996), l'ultimo numero della serie, rivelò che il patto precedentemente rifiutato di Triumph con Neron fu accidentalmente (e involontariamente) accettato da Gypsy e dal Raggio a causa delle loro fuorvianti buone intenzioni molti mesi dopo l'inizio dell'anno successivo dopo il termine dell'evento, ma non fu considerato un collegamento.
- Wonder Woman (vol. 2) dal n. 115 al n. 119 (novembre 1996-marzo 1997) rivelò gli esatti motivi che spinsero Cheetah a fare un patto con Neron numerosi mesi dopo l'inizio dell'anno successivo dopo il termine dell'evento, ma non fu considerato un collegamento.
- The Flash (vol. 2) dal n. 125 al n. 129 (maggio-settembre 1997) rivelò la resurrezione dai morti - e anche la restituzione delle anime - dei cinque membri dei Nemici uccisi precedentemente dal tradimento di Neron due anni dopo il termine dell'evento, ma non fu considerato un collegamento.
- New Year's Evil: The Rogues n. 1 (febbraio 1998), parte della storia "New Year's Evil", che fu pubblicata in otto numeri autoconclusivi,[86] rivelò l'incontro finale dei cinque membri del Nemici con Neron, che terminò con la loro liberazione delle grinfie del demone-o vendetta perenne del demone, ma non fu considerato un collegamento.
- Starman (vol. 2) dal n. 70 al n. 72 (ottobre–dicembre 2000) rivelò che il primo rifiuto di Ombra al patto di Neron in Showcase '95 n. 12 portò Neron a fare accordi con, e dando poteri incrementati a, Mist e Rag Doll più avanti al fine di vendicarsi di Ombra facendogli del male e distruggendo la sua casa, la città di Opal City, ma questi accordi furono visti solo tramite flashbacks dentro la storia, che fu pubblicata-e che avvenne-numerosi anni dopo il termine del crossover. La vendetta di Neron, però, fu un importante, anche se breve e fuori pannello, parte di uno schema elaborato di Simon Culp, il peggior nemico di Ombra, al fine di avere anche lui una propria vendetta su Ombra[87].
- Teen Titans (vol. 3) n. 42 (febbraio 2007) rivelò l'accordo di Kid Devil con Neron, che lo trasformò in Red Devil-e le conseguenze della storia-in una storia che fu pubblicata-e che ebbe luogo-numerosi anni dopo il termine dell'evento.

## Altre informazioni
- Quando i super criminali arrivarono all'Inferno, le prime parole che Neron gli rivolse furono “Vi prego, permettetemi di presentarmi”[3], la frase di apertura della canzone “Sympathy for the Devil” della band britannica Rolling Stones[88]. Fu anche la prima cosa che disse a Paul Christian, che divenne Purgatorio grazie a lui[13].
- Ci furono ripercussioni successive alle azioni di Neron, principalmente dovute ad un numero imprecisato di candele che ancora esistevano e che non furono usate. Tra i super eroi, sia Triumph[89] che Kid Devil/Red Devil[90] furono tra quelli che sentirono di più gli effetti, ma questi due eventi accaddero al di fuori di Underworld Unleashed.
- Nel 1996, la DC Comics pubblicò Rogues Gallery, un autoconclusivo che contenne interpretazioni di più artisti su molti dei super criminali che comparvero nel crossover. In ordine, furono:
  - Joker;
  - Blaze;
  - Satanus;
  - Lex Luthor;
  - Circe;
  - Abra Kadabra;
  - Trickster;
  - Spellbinder (Fay Moffit);
  - Due-Facce;
  - L'Enigmista;
  - Clayface (Preston Payne);
  - Mister Zsasz;
  - Poison Ivy;
  - Doctor Phosphorus;
  - Lo Spaventapasseri;
  - Il Ventriloquo e Scarface;
  - Malcolm Merlyn;
  - Black Adam con Blaze;
  - Hellgrammite;
  - Dementor;
  - Mongul;
  - Metallo;
  - Deadshot e Bolt;
  - Il Ladro di Ombre;
  - Chronos;
  - Darkseid;
  - DeSaad;
  - Granny Goodness;
  - Le Furie Femminili: Artemiz, Bernadeth, Lashina, Mad Harriet and Stompa;
  - Killer Frost;
  - Cheetah;
  - Neron[91].

## Ristampe
I tre numeri della miniserie Underworld Unleashed, insieme al numero autoconclusivo Underworld Unleashed: Abyss-Hell’s Sentinel n. 1, furono raccolti in un unico volume chiamato Underworld Unleashed (DC Comics, marzo 1998, 158 pagine, ISBN 1-56389-447-5).